# Nesamblyops confusus
Nesamblyops confusus (лат.) — вид жужелиц рода Nesamblyops из подсемейства трехин (триба Anillini, Trechinae). Эндемики Новой Зеландии: Южный остров, Мальборо Саундс, гора Стокс.

## Описание
Мелкие жужелицы (около 2 мм, длина варьирует от 1,64 до 1,67 мм), блестящие темно-коричневые жуки. Пронотум умеренно длинный по сравнению с надкрыльями и умеренно поперечный, с боковыми краями дугообразно и сильно сужен в задней части. Надкрылья яйцевидные, узко вдавленные по шву, сравнительно длинные и умеренно широкие; плечевые углы полностью округлые; латеральные края слегка расходятся в базальной трети, субпараллельны в середине и равномерно закруглены к вершине в вершинной трети. Глаза сильно редуцированы, состоят из нескольких фасеток. Голова короткая и широкая, закругленная, усики средней длины. Пронотум округлый, надкрылья округлые без заметных рядов точек, с несколькими длинными щетинками по бокам. Задние крылья рудиментарные. Обитают в густой лесной подстилке. 
Строение гениталий самцов позволяет предположить родство N. confusus с другими видами, имеющими аналогичную V-образную структуру дорсальных копулятивных склеритов во внутреннем мешке средней доли, такими как N. oreobius и N. lescheni.

## Таксономия и этимология
Вид был впервые выделен в 2023 году американским энтомологом Игорем Соколовым (Igor M. Sokolov, Systematic Entomology Laboratory, ARS, USDA, National Museum of Natural History, Вашингтон, США) по типовым материалам из Новой Зеландии. Видовой эпитет представляет собой латинское прилагательное confusus в мужском роде, означающее «смешавшийся», и относится к сходству между внешним видом нового вида и его ближайшими родственниками.